# Јапанске подморнице класе Харушио
Подморнице класе Харушио су јапанске патролне дизел-електричне подморнице, које су уврштене у јапанску флоту у периоду 1990—1997. године. Укупно је изграђено 7 подморница те класе. Настале су као усавршена верзија класе Јушио. 

## Општи подаци
- Тежина:
  - 2.450 тона површински депласман
  - 2.750 тона подводни депласман
- Димензије:
  - Дужина: 77 метара
  - Ширина: 10 метара
  - Газ: 7.70 метара
- Максимална брзина:
  - 12 kn (22 km/h) у површинској вожњи
  - 20 kn (37 km/h) у подводној вожњи
- Погон: 1 дизел-мотор снаге 5.520 КС (4.195 kW) и 1 електромотор снаге 7.200 КС (5.472 kW)
- Максимална дубина роњења: 350 метара
- Наоружање:
  - Торпедне цеви: 6 x 533 mm. Торпеда 20 комада: Type 89 или Type 80 ASW, Sub-Harpoon против бродске ракете
- Сонар: Hughes/Oki ZQQ 5B и ZQR 1.
- Радар: Систем ЕСМ типа ZLR 3-6, површински радар JRC ZPS 6.
- Посада: 75 (10 официра).

## Подморнице
| Име     | Званична ознака | Почетак градње     | Поринуће          | Завршетак градње   |
| ------- | --------------- | ------------------ | ----------------- | ------------------ |
| Харушио |                 | 21. април 1987.    | 26. јул 1989.     | 30. новембар 1990. |
| Нацушио |                 | 8. април 1988.     | 20. март 1990.    | 20. март 1991.     |
| Хајашио |                 | 9. децембар 1988.  | 17. јануар 1991.  | 25. март 1992.     |
| Арашио  |                 | 8. јануар 1990.    | 17. март 1992.    | 17. март 1993.     |
| Вакашио |                 | 12. децембар 1990. | 22. јануар 1993.  | 1. март 1994.      |
| Фујушио |                 | 12. децембар 1991. | 16. фебруар 1994. | 7. март 1995.      |
| Асашио  | TSS 3601        | 24. децембар 1992. | 12. јул 1995.     | 12. март 1997.     |